# Chaetobranchopsis
Chaetobranchopsis es un pequeño género de peces cíclidos originarios de América del Sur, donde se encuentran en las cuencas de los ríos Amazonas, Paraná y Paraguay.

## Especies
Actualmente, este género cuenta con dos especies reconocidas:
- Chaetobranchopsis australis C. H. Eigenmann & Ward, 1907
- Chaetobranchopsis orbicularis (Steindachner, 1875)